# متلازمة ماروتو لامي

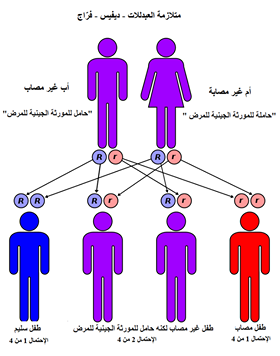
الحمل الوراثي لمرض "متلازمة ماروتو لامي" وكيفية احتمال انتقاله إلى الأبناء، النقطة القرص الأززرق يشير إلى سليم واللون الوردي إلى حامل المرض وراثيا، عندما تجتمع كلا النقطتين الورديتين في شخص واحد، فإن الشخص يكون مريضا بمتلازمة ماروتو لامي، وعندما تكون كلا النقطتان زرقاوتان فإن الشخص سليم تماما وراثيا وجسميا، وعندما تكون إحدى النقطتين وردية والأخرى زرقاء فالمرض متنحي لكن الشخص يحمله وراثيا، وكلما كان الزواج بعيد جينيا كلما كانت الفرص الصحية أكثر مثالية، كما ينصح بمراجعة الأرشيف المرضي للعائلة لكلا الزوجين، والإستعانة بمختصين في الأمراض المتنقلة وراثيا

متلازمة ماروتو لامي وتكنب كذلك متلازمة ماروتو-لامي، (بالإنجليزية:Maroteaux–Lamy syndrome) وهو اضطراب يصيب الأطفال نتيجة نقص انزيم سلفاتاز، مما يؤدي إلى اختلالات عصبية تشمل:
- ألم ناجم عن صدمة أو ضغط الأعصاب والجذور العصبية
- سماكة الغشاء الذي يحيط ويحمي الدماغ والحبل الشوكي
- الصمم وتعتيم القرنية
- توقف النمو عند الوصول لسن الثامنة
- محدودية حركة المفاصل
- الجذع القصير وجلوس القرفصاء
- تقوس العمود الفقري
- بروز البطن والإصابة بالفتق السري
- أمراض القلب

تم تعيين اسم المرض علميا من قبل الطبيبين الفرنسيين بيير ماروتو، ومعلمه موريس إميل جوزيف لامي (1895-1975)

## العلاج
يتم العلاج عن طريق تعويض أنزيم سلفاتاز الناقص لتحسين النمو وحركة المفاصل.
أجريت تجربة لمعرفة ما إذا كان حقن الإنزيم الناقص في الوركين من شأنه أن يساعد المرضى. بتكلفة 365,000 $ سنويا، دواء متلازمة ماروتو لامي هو واحدة من أغلى الأدوية في العالم.